# 402 a.C.
Il 402 a.C. (CDII a.C. in numeri romani) è un anno  del V secolo a.C.

## Eventi
- Roma
  - Tribuni consolari Lucio Verginio Tricosto Esquilino, Gaio Servilio Strutto Ahala III, Quinto Servilio Fidenate, Quinto Sulpicio Camerino Cornuto, Aulo Manlio Vulsone Capitolino II e Manio Sergio Fidenate II
  - Anxur fu riconquistata dai Volsci

## Morti
- Zisi, filosofo cinese (n. 481 a.C.)